# Xun (instrument)

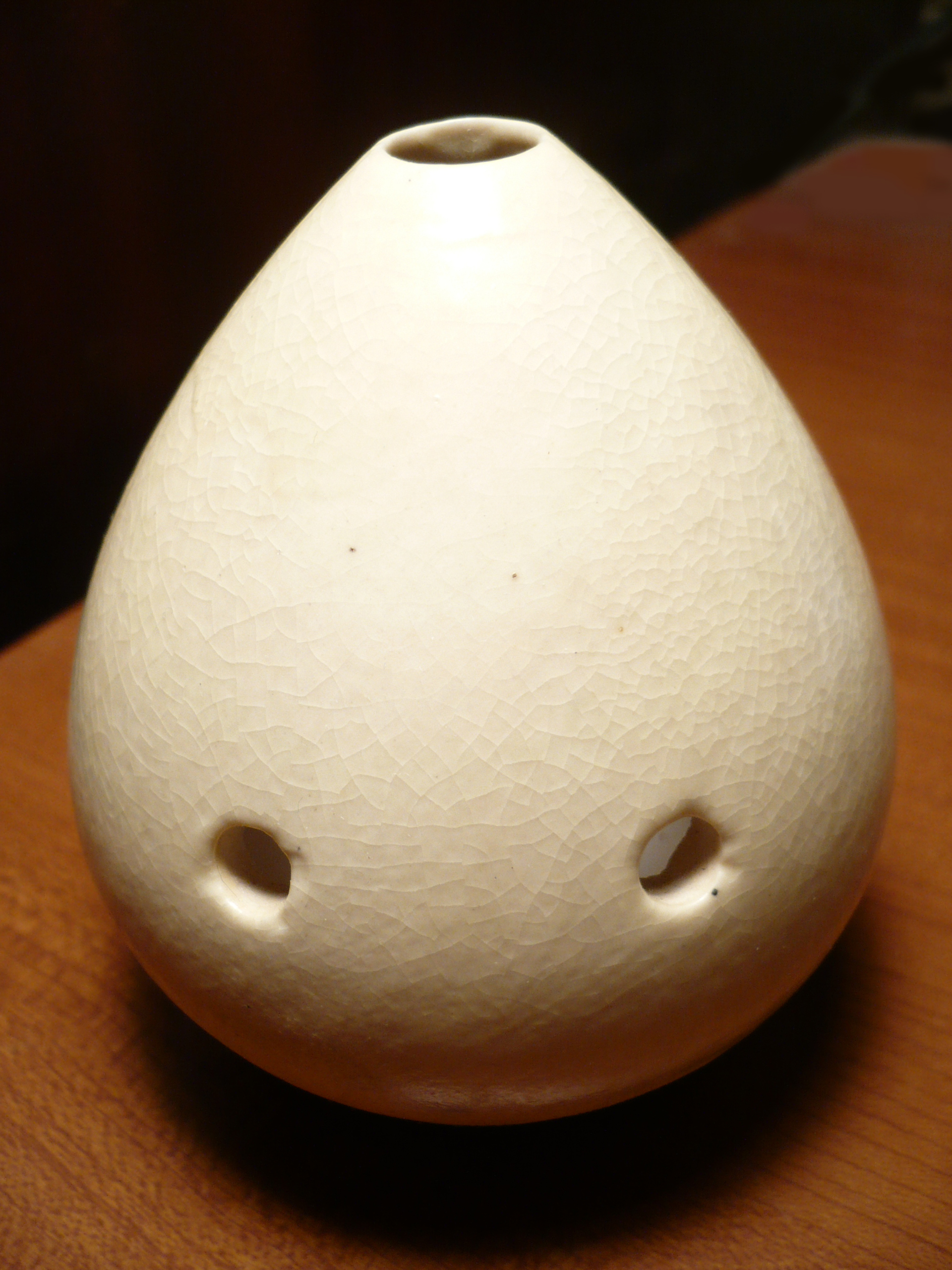
De kleine xun met twee vingergaten

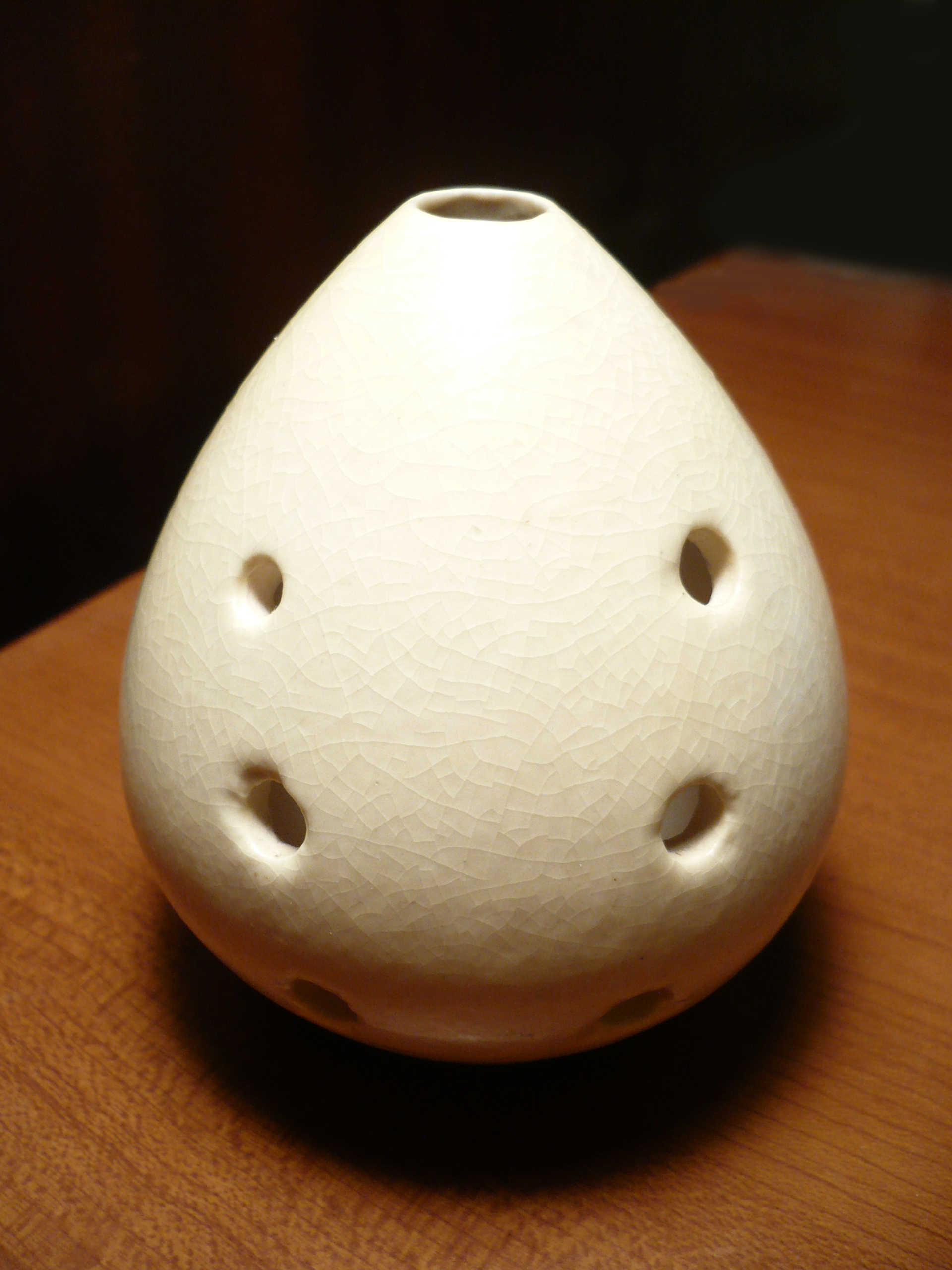
De grote xun met zes vingergaten

Een xun (vereenvoudigd Chinees: 埙; traditioneel Chinees: 塤; pinyin: xūn; Kantonees: hyun1), is een van de oudste Chinese muziekinstrumenten en bestaat al 7000 jaar.

## Beschrijving

### Herkomst
Het eerste gebruik van deze fluit gaat terug tot in de steentijd en staat beschreven in de oudste nog bestaande Chinese encyclopedie, de Erya. Bij de jacht op wilde dieren werd er gebruik gemaakt van stenen ballen die vastgehecht waren aan een koord. Sommige van die ballen waren hol zodat ze een speciaal geluid maakten bij het gooien ervan. Bij opgravingen van graven van de Xia-dynastie werden er van deze instrumenten gevonden. Deze hadden drie vingergaten en konden de noten do, mi, fa, sol en la produceren.Tijdens de Zhou-dynastie werd het een veel gebruikt instrument.

### Onderdelen en uitzicht
De xun is een eivormig blaasinstrument met ten minste drie luchtgaten. Het heeft een blaasopening en kan tot tien kleinere vingergaten hebben. Het werd oorspronkelijk ontworpen uit gebakken klei of been, om later gefabriceerd te worden uit klei of keramiek. Volgens de Erya kan het instrument in twee verschillende typen voorkomen:
1. Het kleinere kippenei
2. Het grotere eendenei met platte bodem en zes luchtgaten[3]

|  |